# Benedikt Schack
Benedikt Emanuel Schack, także Cziak, Schak, Žák, Ziak (ur. 7 lutego 1758 w Miroticach, zm. 10 grudnia 1826 w Monachium) – czeski kompozytor i śpiewak, tenor.

## Życiorys
Był synem nauczyciela, który udzielał synowi pierwszych lekcji muzyki. Od 1773 roku przebywał w Pradze, gdzie był chórzystą w katedrze św. Wita. W 1775 roku wyjechał do Wiednia, gdzie uczył się śpiewu u Karla Friebertha, a także studiował medycynę i filozofię. W latach 1780–1784 działał na Śląsku jako kapelmistrz na dworze księcia Heinricha zu Schoenaich-Carolath. W 1786 roku nawiązał współpracę z trupą teatralną Emanuela Schikanedera, z którą podróżował po Niemczech i Austrii. Od 1789 roku śpiewał w Freihaus-Theater auf der Wieden. Przyjaźnił się z Wolfgangiem Amadeusem Mozartem i był pierwszym wykonawcą napisanej specjalnie dla niego roli Tamina w Czarodziejskim flecie. Schack miał też wykonywać ukończone fragmenty Requiem d-moll przy łożu umierającego Mozarta. Od 1793 do 1796 roku przebywał w Grazu, następnie wyjechał do Monachium, gdzie występował w teatrze dworskim.
Pisał utwory sceniczne, m.in. Der dumme Gärtner aus dem Gebirge (wyst. 1789), Die wiener Zeitung (wyst. 1791), Die Antwort auf die Frage (wyst. 1792) i Die beiden Nannerin (wyst. 1794). Mozart napisał wariacje na fortepian na temat arii „Ein Weib ist das herrlichste Ding” z singspielu Schacka Die verdeckten Sachen (KV 613).